# Gueorgui Fliórov
Gueorgui Nikolàievitx Fliórov, rus: Гео́ргий Никола́евич Флёров IPA: [gʲɪˈorgʲɪj nʲɪkɐˈlajɪvʲɪtɕ ˈflʲɵrəf]; 2 de març de 1913 Rostov del Don, Imperi Rus – 19 de novembre 1990, Moscou, Rússia) fou un destacat físic nuclear rus descobridor de la fissió espontània. L'element químic de nombre atòmic 114 fou anomenat flerovi indirectament en honor seu.
Fliórov estudià a l'Institut Politècnic de Leningrad i treballà a l'Institut de Física i Tecnologia de Leningrad, sota la direcció d'Ígor Kurtxàtov. El 1940, juntament amb Ígor Kurtxàtov, Iuli Khariton i Mikhaïl Russínov, presentà un pla d'investigació a l'Acadèmia de Ciències Soviètica, «Sobre la utilització de l'energia de la fissió d'urani en una reacció en cadena». Sota aquest projecte investigà les condicions necessàries per a una reacció en cadena a l'urani metàl·lic. Kurtxàtov li encomanà a ell i a Konstantín Pétriak l'observació del flux de neutrons de l'urani. Utilitzà una càmera de ionització, que, per sorpresa seva, continuà registrant la fissió fins i tot després de treure la font de neutrons. Els dos havien descobert la fissió espontània.